# 孙平海
孙平海（1989年8月20日—），中国足球运动员，司职守门员，现效力于中超球队青岛中能。

## 职业生涯
孙平海早年在山东鲁能足球学校接受训练，后来加盟青岛中能。孙平海2009年首次进入青岛中能征战中超的名单。此后，他长期作为球队的第四门将，没什么机会参加正式比赛。2012赛季开始前，青岛中能俱乐部本想把他租给中乙俱乐部青岛顺驰，但是青岛顺驰在联赛开打前夜宣布退赛，孙平海于是留在了中能队内，二次转会时补报进入青岛中能名单。这一年的10月27日，中超联赛第29轮与广州富力的比赛，孙平海意外地迎来了自己的首次中超首发机会。其余三名门将中，牟鹏飞禁赛不能上场，刘震理和刘军受伤未愈。青岛中能教练组为这场比赛安排的替补门将是原本打后卫的沙一博。这场比赛孙平海打满了全场，青岛中能主场3比2获胜。